# Мартыново (Краснохолмский район)
Марты́ново (карел. Martinova) — село в Краснохолмском муниципальном округе Тверской области. 

## География
Находится в 50 км к северу от районного центра города Красный Холм, на реке Сыроверка.

## История
В 1782 году в селе построена деревянная церковь в честь Великомученицы Параскевы, в 1859 году построена каменная церковь Богоявления Господня с 2 престолами.
В XIX — начале XX века село Мартыново было центром одноимённого прихода и волости Весьегонского уезда Тверской губернии. В 1915 году приход Богоявленской церкви насчитывал 16 деревень, 2295 жителей (270 русских, остальные — карелы).
В начале 1920-х годов в Мартыново кирпичный завод, маслодельня, пилорама, пекарня, школа, почта. Жители соседних деревень занимались выделкой кож, пошивом обуви, верхней одежды.
В 1940 году село центр Мартыновского сельсовета Овинищенского района Калининской области.
В 1997 году в селе 36 хозяйств, 108 жителей, здесь администрация сельского округа, центральная усадьба колхоза «Вперед», неполная средняя школа, ДК, библиотека, медпункт, отделение связи, филиал сбербанка, магазин.
До 2006 года — центр Мартыновского сельского округа Краснохолмского района, с 2005 года — центра Мартыновского сельского поселения, с 2013 года — в составе  Лихачёвского сельского поселения, с 2019 года — в составе Краснохолмского муниципального округа. 

## Население
| 1859 | 1889 | 1919 | 1997 | 2010 |
| ---- | ---- | ---- | ---- | ---- |
| 99   | ↘92  | ↗175 | ↘108 | ↘69  |

## Достопримечательности
В селе расположена действующая Церковь Богоявления Господня (1859).